# Nowlan Park
Nowlan Park est le principal stade de sports gaélique du comté de kilkenny en Irlande. Il est localisé dans la ville de Kilkenny et possède une capacité d’accueil de 24 000 places dont 17 000 assises. Un projet est en cours d’élaboration pour porter sa capacité d’accueil à 40 000 places.
Le stade est dénommé en hommage à James Nowlan, un ancien président de l’Association athlétique gaélique et celui qui a été le plus longtemps en poste à sa présidence.
Outre les matchs de sports gaéliques, Nowlan Park sert aussi pour des spectacles et des concerts. Il a notamment accueilli Andrea Bocelli, Rod Stewart, Bob Dylan et plus récemment Dolly Parton.